# مرسداریو
مرسداریو یا سِرُو مِرسِداریو (به اسپانیایی: Cerro Mercedario) آتشفشانی خاموش واقع در شمال آکونکاگوا دررشته کوه آند در غرب آرژانتین در مرز با شیلی است. این کوه با ۶۷۰۰ متر ارتفاع هشتمین قلهٔ مرتفع آند محسوب می‌شود. بلندی مرسداریو را پیشتر ۶۷۷۰ متر حساب کرده بودند که این ارتفاع آن را در جایگاه چهارم بلندترین کوه‌های آمریکای جنوبی قرار داده بود. در ارتفاع ۵۲۰۰ متری و در یال قله در حدود ارتفاع ۶۵۰۰ متری می‌توان ویرانه‌هایی مربوط به دوران اینکاها را مشاهده نمود.
دامنه‌های مرسداریو همچون کوه آکونکاگوا دارای شیبی ملایم است که این موضوع کار کوهنوردی را آسانتر می‌سازد. نخستین صعود موفقیت‌آمیز به قلهٔ کوه در سال ۱۹۳۴ و توسط یک گروه اکتشافی لهستانی صورت پذیرفت. این صعودکنندگان و. اوستروسکی و آ. کارپینسکی نام داشتند.

## نگارخانه

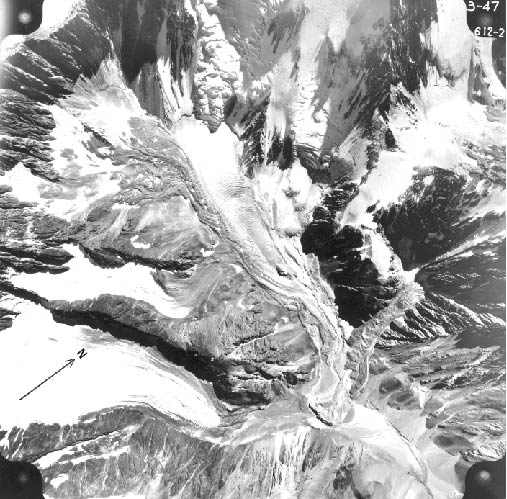